# Josef Karel Kompit

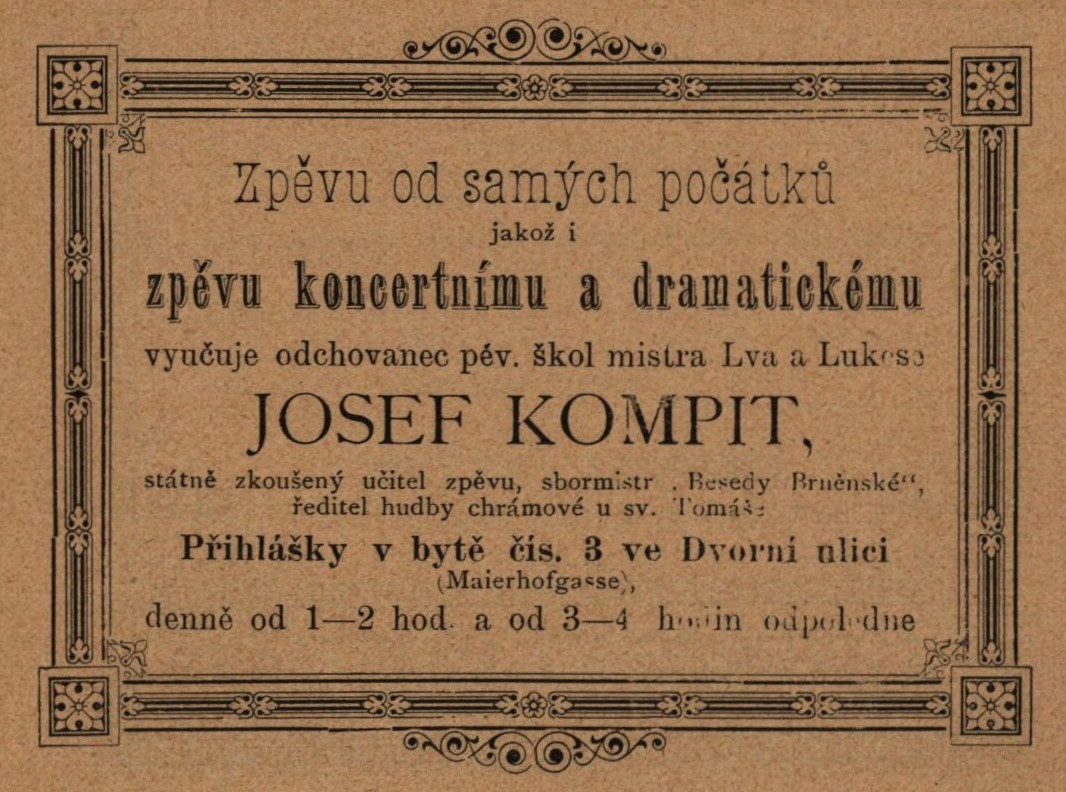
Inzerát Josefa Kompita o výuce koncertního a dramatického zpěvu v Brně, uveřejněn byl roku 1889 v časopise O lidské bídě

Josef Karel Kompit (28. května 1850 Praha – 25. června 1916 Brno) byl český dirigent, sbormistr, skladatel, violoncellista, pěvec a pedagog.

## Život
Narodil se v Praze v rodině obchodníka s koženým zbožím Jakuba Kompita a jeho ženy Anny roz. Hauserové.
Již od mládí měl zálibu v hudbě, rodiče jej všemožně podporovali, což mělo za následek, že v letech 1861-1867 studoval na Pražské konzervatoři zpěv a hru na violoncello u prof. Františka Hegenbarta a následně působil jako violoncellista v pražském Prozatímním divadle. V roce 1881 účinkoval jako operní zpěvák v opeře Hugenoti v Národním divadle.
Po krátkém zdejším působení odešel do Brna, kde byl v letech 1884-1885 členem tamního Národního divadla a v roce 1888 zde i zpíval tenorový part. Ve hře na violoncello rovněž pokračoval i v orchestru brněnského německého městského divadla a rovněž působil i v Reissigově smyčcovém kvartetu.
V listopadu roku 1885 se v brněnském kostele sv.Tomáše oženil s vdovou Marií Pirlovou a v roce 1889 pak převzal po Leoši Janáčkovi řízení Filharmonického spolku Besedy brněnské, které vedl následujících deset let. V letech 1889–1916 rovněž působil jako ředitel kůru v kostele sv. Tomáše a zároveň i jako sbormistr cyrilské jednoty.
Josef Karel Kompit zemřel v Brně koncem června roku 1916 v důsledku aterosklerózy.

## Dílo
- Princezna Sylvestrie aneb Zápas o nevěstu - opereta, která byla provedena na zábavě Českého čtenářského spolku v Brně na silvestra roku 1894[7][8]
- Písně, mužské i smíšené sbory (Petrklíč, Dolina)[9][10]